# Columbisoga filistylus
Columbisoga filistylus är en insektsart som beskrevs av Frederick Arthur Godfrey Muir 1930. Columbisoga filistylus ingår i släktet Columbisoga och familjen sporrstritar. Inga underarter finns listade i Catalogue of Life.